# Andské státy

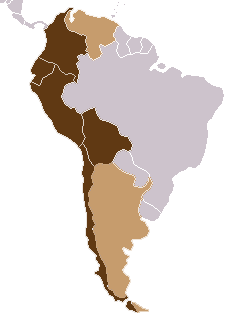
Andské státy – tmavě hnědá: obvyklé vymezení, světle hnědá: státy, jimiž procházejí Andy, avšak nejsou považovány za andské státy

Andské státy či andské země je označení skupiny jihoamerických států, jimiž procházejí Andy. Skupina států leží na západním pobřeží jihoamerického kontinentu. Tyto země jsou známé svou přírodou, historií i kulturou a také pro své kulturní a jazykové rozmanitosti. Andské státy jsou také domovem mnoha indiánských kmenů, jako jsou Inkové, Aymarové a Quechuové. 
Za andské státy jsou považovány: 
1. Kolumbie
2. Ekvádor
3. Bolívie
4. Peru
5. Chile

Z čistě zeměpisného pohledu mezi andské státy patří i Argentina a Venezuela, protože i jimi Andy procházejí.  